# 1988

## Події
- 10–25 червня — Чемпіонат Європи з футболу у Федеративній Республіці Німеччині.
- 28 червня — Іван-Павло II опублікував апостольську Конституцію «Pastor Bonus» щодо реорганізації Римської Курії.
- 3 липня — Військово-морським флотом США випадково збито іранський цивільний літак, загинуло 290 пасажирів.
- 20 липня — Ірак підписав угоду з Іраном про припинення вогню, припинивши 8-річну війну.
- 31 липня — у Бердянську, Запорізької області стартував найтриваліший в історії СРСР рок-фестиваль «РОК-ПОП-ШОУ'88», на який з'їхалися рок-музиканти з усієї країни. Заключні концерти пройшли 7 серпня.
- 1 грудня — Вперше відзначено Всесвітній день боротьби зі СНІДом.
- 21 грудня — Дослідний зразок найбільшого у світі діючого літака Ан-225 «Мрія» здійснив перший політ.
- в СРСР затверджена Державна система документаційного забезпечення управління.

### Аварії й катастрофи
- 6 липня — в результаті вибуху на сплавній буровій платформі «Piper Alpha» в Північному морі загинуло 167 чоловік.
- 7 грудня — Спітакський землетрус (за назвою міста Спітак, який виявився в його епіцентрі), але стихійне лихо обрушилося на великий район, в якому проживав майже мільйон осіб. 18-тисячний Спітак всього за півхвилини був стертий з лиця землі, велике місто Ленінакан (нинішній Гюмрі) був зруйнований на ¾, Степанаван —на ⅔. Постраждав також Кіровакан (Ванадзор) і навколишні села. Унаслідок землетрусу загинули 25 тисяч осіб, десятки тисяч стали інвалідами, понад пів мільйона лишились даху.

### Наука
- Відкриття явища гігантського магнетоопору.

## Народились
Дивись також Категорія:Народились 1988
- 8 січня – Ярослав Джусь, український бандурист, засновник гурту «Шпилясті кобзарі».
- 15 січня — Skrillex, американський дабстеп-музикант і продюсер.
- 17 січня — Микола Морозюк, український футболіст.
- 18 січня — Анджелік Кербер, німецька тенісистка польського походження.
- 29 січня — Денис Бойко, український футболіст, воротар збірної України та київського «Динамо».
- 14 лютого — Анхель Ді Марія, аргентинський футболіст.
- 17 лютого — Василь Ломаченко, український професійний боксер. Дворазовий чемпіон Олімпійських ігор.
- 20 лютого — Ріанна, барбадоська співачка, акторка, філантропка та дизайнерка.
- 5 березня — Ілля Кваша, український стрибун у воду, призер Олімпійських ігор.
- 10 березня — Євген Хмара, український композитор, піаніст-віртуоз.
- 19 березня — Вадим Олійник, український співак.
- 27 березня — Бренда Сонг, американська акторка.
- 19 квітня — Андрій Балога, український політик, міський голова міста Мукачева.
- 27 квітня — Ліззо, американська співачка, реперка і акторка.
- 30 квітня — Ана де Армас, кубино-іспанська кіноакторка.
- 1 травня — Галина Безрук, українська акторка, співачка.
- 4 травня — Олександр Абраменко, український фристайліст, олімпійський чемпіон 2018 року.
- 5 травня 
  - Адель, британська співачка.
  - Денис Берінчик, український професійний боксер. Срібний призер Олімпійських ігор (2012).
- 18 травня — Ірина Галай, українська альпіністка, котра здійснила сходження на Еверест.
- 14 червня — Антон Савлепов, український музикант, учасник гурту «Агонь».
- 25 червня — Олеся Стефанко, українська модель. Переможниця конкурсу «Міс Україна — Всесвіт — 2011».
- 28 червня — Володимир Дантес, український співак, телеведучий, радіоведучий.
- 3 липня — Роман Міщеряков, український телеведучий, сценарист, стендап-комік.
- 5 липня 
  - Еріка Герцег, українська співачка та модель.
  - Богдан Юсипчук, український актор, модель, володар титулів «Містер Україна» (2014) та «Mister Sea World» (2018).
- 10 липня — Павло Лі, український актор театру і кіно (пом. у 2022).
- 28 липня — Сергій Семенов, український біатлоніст.
- 5 серпня — Ілона Гвоздьова, українська танцюристка, хореографка.
- 9 серпня — Дар'я Коломієць, українська теле-, радіоведуча, діджейка.
- 11 серпня — Родевич Олексій Станіславович, український професіональний футболіст, воротар львівських «Карпат».
- 12 серпня — Тайсон Ф'юрі, англійський боксер-професіонал, виступає у важкій ваговій категорії.
- 23 серпня — Костянтин Войтенко, український актор театру та кіно.
- 24 серпня — Руперт Ґрінт, британський актор.
- 4 вересня — Сергій Мельник, український футболіст, герой програми «Холостяк».
- 29 вересня — Кевін Дюрант, американський професійний баскетболіст.
- 2 жовтня — Юрій Каплан, український співак, поет і композитор, лідер гурту «Валентин Стрикало».
- 3 жовтня — Алісія Вікандер, шведська акторка, танцюристка і продюсерка.
- 17 жовтня — Іван Дорн, український співак і телеведучий, колишній учасник гурту «Пара нормальних».
- 31 жовтня — Constantine, український співак.
- 6 листопада — Емма Стоун, американська акторка та продюсерка.
- 7 листопада — Олександр Долгополов, український тенісист.
- 12 листопада — Маша Гойя, українська співачка.
- 30 листопада — Анастасія Євтушенко, українська акторка, гумористка, учасниця телепроєкту «Жіночий квартал».
- 1 грудня — Лобов Едуард Анатолійович, білоруський політичний діяч, співголова «Молодого Фронту», учасник ініціативної групи з висунення Римашевського В. А. кандидатом в Президенти Республіки Білорусь в 2010 р., політв'язень Білорусі, в'язень совісті, боєць тактичної групи «Білорусь» у війні на сході України.
- 8 грудня — Федір Гуринець, український актор театру та кіно.

## Померли
Дивись також Категорія:Померли 1988, Список померлих 1988 року
- 19 січня — Євген Олександрович Мравінський, російський диригент, народний артист СРСР, лауреат Сталінської та Ленінської премій
- 24 лютого — Мемфіс Слім, американський блюзовий піаніст, співак і композитор.
- 26 квітня — Гільєрмо Аро, мексиканський астроном.
- 5 листопада — Іван Ілліч Данилюк, український математик. Перший директор Інституту прикладної математики і механіки НАН України

## Нобелівська премія
- з фізики: Леон Ледерман, Мелвін Шварц та  Джек Стейнбергер — «За метод нейтринного променя й доказ двоїстої структури лептонів за допомогою відкриття мюонного нейтрино»
- з хімії: Іоганн Дайзенхофер, Роберт Хубер та Хартмут Міхель — «За встановлення тривимірної структури фотосинтетичного реакційного центру»
- з медицини та фізіології: Джеймс Вайт Блек, Гертруда Белл Елайон та Джордж Гітчінгс — «За відкриття важливих принципів медикаментозної терапії»
- з економіки: Моріс Алле — «За новаторський внесок в теорію ринків та ефективного використання ресурсів»
- з літератури: Нагіб Махфуз
- Нобелівська премія миру: Миротворчі сили ООН